# António Ferreira
António Ferreira (Lisbona, 1528 – Lisbona, 29 novembre 1569) è stato un poeta e drammaturgo portoghese.

## Biografia
Figlio di un funzionario del Duca di Coimbra (Martim Ferreira) e di Mexia Fróis Varela 
, fu uno dei maggiori esponenti del Rinascimento portoghese. Trasse ispirazione dagli ideali e dallo stile del Rinascimento italiano, introducendo l'uso dell'endecasillabo, dell'ottava, della sestina, della terzina nella poesia portoghese, che era solita usare l'ottonario. Criticò duramente i propri contemporanei che usavano per le proprie opere alternare il castigliano alla lingua lusitana, preferendo ad esso il portoghese. 
Da giovane effettuò studi umanistici nell'Università di Coimbra, laureandosi in diritto canonico. Successivamente si impegnò per qualche anno nella magistratura.
Seppur innamorato di una nobildonna della casata dei Serra, nel 1556 sposò D. Maria Pimentel, signora di Torres Novas, che morì dopo tre anni. Lo scrittore convolò in seconde nozze, nel 1564, con D. Maria Leite, figlia di Lamas de Orelhão, un benestante portoghese.
La sua opera più nota è la tragedia Donna Inés de Castro, più nota come La Castro, scritta nel 1558, ma pubblicata postuma dal figlio nel 1587, dopo che l'autore morì di peste. 
L'opera scritta in cinque atti narra la storia di Inés de Castro e del contrasto tra le ragioni sentimentali e quelle di Stato. Il segreto del successo su scala europea dell'opera consiste in un pathos calibrato e talvolta crescente.
Oltre alla sua opera maggiore, scrisse commedie, sonetti, odi, epistole, elegie ed epigrammi, tra le quali si annoverano le commedie Bristo, o fanchono, una competizione sentimentale, e Cioso, una storia di tradimenti ed inganni matrimoniali.